# یانیس براکیس
یانیس براکیس (به یونانی: Γιάννης Μπεχράκης) (زاده ۱۹۶۰ - درگذشته ۲ مارس ۲۰۱۹) عکاس خبری یونانی و سردبیر ارشد خبرگزاری رویترز بود. او همچنین جایزه عکاسی خبری پولیتزر سال ۲۰۱۶ را در کارنامهٔ خود داشت. او که یکی شناخته‌شده‌ترین عکاس-خبرنگارانی بود که از ۱۹۸۹ به بعد به بسیاری از مناطق بحران‌زده دنیا از اروپا و خاورمیانه گرفته تا آفریقا و آسیا رفت و ناآرامی‌ها و جنگ‌ها را از دریچه دوربین خود ثبت و ضبط کرد. اغلب روایت آثار این هنرمند برجسته و برنده جایزه ارزنده پولیتزر، «بشر در بحبوحه مصیبت‌ها» بود که از لحاظ فنی و چه از لحاظ عمق تأثیرگذاری در نوع خود کم‌نظیر بوده‌است.

## زندگی
براکیس در ۱۹۶۰ در آتن به دنیا آمد و در ۱۹۸۹ در ۲۹ سالگی در نخستین مأموریت خارجی خود به عنوان عکاس رویترز به لیبی تحت رهبری معمر قذافی رفت؛ ماموریت‌هایی که در سه دهه پس از آن در دیگر نقاط دنیا ادامه یافت. براکیس که پس از یک مبارزه طولانی با سرطان در ۵۸ سالگی از دنیا رفت.

## حرفه و عکاسی خبری
در بسیاری از عکس‌های ماندگار براکیس انسان‌ها حضوری چشمگیر دارند. جنگ‌های افغانستان و چچن، زمین‌لرزه کشمیر، جنگ ۲۰۰۳ عراق و آمریکا و بحران‌های پس از ۲۰۰۰ در اروپا و آسیا از جمله ماموریت‌های براکیس بود. او سال ۲۰۱۶ همراه یک گروه خبری برای پوشش بحران پناهجویان به سیرالئون در آفریقا رفت و همان ابتدا از یک حمله مرگبار جان سالم دربرد. عکس‌ها و گزارش‌های آن مأموریت چنان درخشید که جایزه معتبر پولیتزر را برای گروه خبری رویترز به ارمغان آورد. او بارها بر نفرت خود از جنگ تأکید و اعلام کرده بود عاشق سفر رفتن و ماجراجویی است.
یکی از تاثیرگذارترین عکس‌های کارنامه براکیس تصویری است که سال ۱۹۹۸ از جنازه یک کودک دو ساله در جریان جنگ‌های داخلی یوگسلاوی گرفت. او دربارهٔ این عکس که از زاویه بالا گرفته شده چنین گفت: «تصویر بسیار قوی و جنازه پسرک انگار روی هوا معلق است. چنین به نظر می‌رسد که روح پسر دو ساله از بدنش جدا شده و در حال رفتن به بهشت است.» برکیس سال ۲۰۰۰ در سیرالئون دو نفر از دوستان و همکارانش را از دست داد.
سال ۲۰۱۵ برکیس و گروهی از عکاسان و تصویربرداران ماه‌ها روی پروژه فرار آوارگان از سوریه، افغانستان و دیگر کشورها و مناطق دنیا کار کردند. شاید مهم‌ترین تصویری که از این پروژه یادگار مانده، پدری سوری است که دخترک خود را در آغوش گرفته و زیر باران در جاده میان مرز دو کشور یونان و مقدونیه قدم می‌زند. او این تصویر را چنین شرح داد: «برای من این عکس پدری است که عشق بی‌قید و شرط خود را نثار دخترش می‌کند.»

## عکاسی در ایران
این عکاس خبرگزاری رویترز همچنین تصاویری از حاشیه مراسم خاکسپاری آیت‌الله خمینی در تهران و جمعیت عزاداران او به تصویر کشیده‌است.

## جوایز و افتخارات
- جایزه پولیتزر، به عنوان عضو گروه خبری رویترز - ۲۰۱۶ (Breaking News Photography)[۴]
- عکاس اروپایی اخبار سال، جوایز فوجی اروپا (در سالهای ۱۹۹۸، ۲۰۰۲ و ۲۰۰۳)[۵]
- جایزه عکاسی خبری یونان، هفت بار توسط جوایز فوجی یونان[۵]
- جایزه عکاسی باشگاه مطبوعات در خارج از کشور (۱۹۹۹)[۶]
- جایزه اول در بخش اخبار عمومی، توسط بنیاد ورلدپرس فوتو برای عکاسی در کوزوو (۲۰۰۰)[۶][۷]
- جایزه بنیاد بوتسیس (Botsis) (2000)[۶]
- سه بار جوایز بایوکس کالدوادوس برای خبرنگاران جنگی.[۸]
- جوایز مسابقات مطبوعات بین‌المللی چین در سال‌های ۲۰۰۴، ۲۰۰۹، ۲۰۱۳، ۲۰۱۴،[۹] ۲۰۱۵،[۱۰] و ۲۰۱۶[۱۱]
- جایزه بهترین عکاسی خبرنگاری (BOP) در اخبار عمومی - ۲۰۱۲
- جوایز در سال‌های ۲۰۱۳ و ۲۰۱۵در رده خبری عمومی «تصاویر سال جهانی» (POYi) توسط دانشکده روزنامه‌نگاری میسوری[۱۲][۱۳]
- ۲۰۱۵- بهترین عکاس سال از نگاه گاردین[۱۴]
- ۲۰۱۵- خبرنگار سال توسط رویترز
- ۲۰۱۶- برگزیده نخست جشنواره بین‌المللی فتوشاپ- ژاپن[۱۵]

## گفتاورد
ماموریت من این است که داستان را برای شما روایت کنم و بعد این شما هستید که تصمیم می‌گیرید چه کنید. مأموریت من این است مطمئن شوم کسی نیست که بعدها بگوید من خبر نداشتم.— یانیس براکیس